# A Paksi FC 2022–2023-as szezonja
A Paksi FC a 2022–2023-as szezonban az NB1-ben indul, miután a 2021–2022-es NB1-es szezonban hatodik helyen zárta a bajnokságot.
A MOL Magyar Kupa 3. fordulójában a másodosztályú PMFC ellen játszottak és 0–1 után jutottak tovább. A következő körben a harmadosztályú Balatonfüred ellen jutottak tovább 0–3-at követően. A nyolcaddöntőt is sikeresen vették, a szintén NB III-ban játszó Monor ellen. Végül a negyeddöntőben búcsúztak a sorozattól, az elsőosztályban szereplő Vasas elleni 2–3-as vereséggel.
Az NB I-ben 5. helyen végeztek 14 győzelemmel, 7 döntetlennel, 12 vereséggel és 49 ponttal.

## Változások a csapat keretében
A vastaggal jelzett játékosok felnőtt válogatottsággal rendelkeznek.

### Érkezők
| Dátum               | Név              | Nemzet | Poszt       | Kor | Honnan               | Szerződés megnevezése | Átigazolási időszak | Szerződés vége | Átigazolás összege | Forrás |
| ------------------- | ---------------- | ------ | ----------- | --- | -------------------- | --------------------- | ------------------- | -------------- | ------------------ | ------ |
| 2022. június 27.    | Varga Barnabás   | magyar | csatár      | 27  | Gyirmót FC Győr      | átigazolás            | 2022. évi nyári     | 2025           | Nem publikus       | [ 3 ]  |
| 2022. július 2.     | Debreceni Zalán  | magyar | hátvéd      | 19  | Szombathelyi Haladás | átigazolás            | 2022. évi nyári     | Nem publikus   | Nem publikus       | [ 4 ]  |
| 2022. július 2.     | Dezamits Dominik | magyar | hátvéd      | 18  | Szombathelyi Haladás | átigazolás            | 2022. évi nyári     | Nem publikus   | Nem publikus       | [ 5 ]  |
| 2022. július 8.     | Bőle Lukács      | magyar | középpályás | 32  | klub nélküli         | lejárt a szerződése   | 2022. évi nyári     | 2024           | ingyen             | [ 6 ]  |
| 2022. július 14.    | Kádár Tamás      | magyar | hátvéd      | 32  | Újpest FC            | lejárt a szerződése   | 2022. évi nyári     | Nem publikus   | ingyen             | [ 7 ]  |
| 2022. szeptember 1. | Hahn János       | magyar | csatár      | 27  | Dunaszerdahely       | átigazolás            | 2022. évi nyári     | Nem publikus   | Nem publikus       | [ 8 ]  |
| 2023. január 5.     | Balázs József    | magyar | kapus       | 19  | MTK Budapest FC      | kölcsön               | 2023. évi téli      | 2023           | -                  | [ 9 ]  |
| 2023. január 6.     | Haris Attila     | magyar | középpályás | 25  | Soroksár SC          | átigazolás            | 2023. évi téli      | 2026           | ingyen             | [ 10 ] |
| 2023. január 26.    | Skribek Alen     | magyar | csatár      | 21  | Puskás Akadémia FC   | átigazolás            | 2023. évi téli      | 2026           | Nem publikus       | [ 11 ] |

### Kölcsönből visszatérők
| Dátum           | Név              | Nemzet | Poszt       | Kor | Honnan              | Átigazolási időszak | Szerződés vége |
| --------------- | ---------------- | ------ | ----------- | --- | ------------------- | ------------------- | -------------- |
| 2022. július 1. | Debreceni Ákos   | magyar | hátvéd      | 19  | Szeged-Csanád GA    | 2022. évi nyári     | Nem publikus   |
| 2022. július 1. | Lorentz Márton   | magyar | hátvéd      | 27  | BFC Siófok          | 2022. évi nyári     | 2023           |
| 2022. július 1. | Nyári Patrik     | magyar | középpályás | 21  | III. Kerületi TVE   | 2022. évi nyári     | 2024           |
| 2022. július 1. | Bognár Dávid     | magyar | középpályás | 24  | Kazincbarcikai SC   | 2022. évi nyári     | 2023           |
| 2023. január 1. | Kovács Nikolasz  | magyar | hátvéd      | 23  | FC Ajka             | 2023. évi téli      | 2024           |
| 2023. január 1. | Nyári Patrik     | magyar | középpályás | 21  | BFC Siófok          | 2023. évi téli      | 2024           |
| 2023. január 1. | Dezamits Dominik | magyar | hátvéd      | 19  | Mosonmagyaróvári TE | 2023. évi téli      | Nem publikus   |

### Utánpótlásból felkerültek
| Dátum           | Név           | Nemzet | Poszt       | Kor | Szerződés vége |
| --------------- | ------------- | ------ | ----------- | --- | -------------- |
| 2022. július 1. | Volter Patrik | magyar | középpályás | 19  | Nem publikus   |

### Távozók
| Dátum               | Név              | Nemzet | Poszt       | Kor | Hova                | Szerződés megnevezése | Átigazolási időszak | Szerződés vége | Átigazolás összege | Forrás |
| ------------------- | ---------------- | ------ | ----------- | --- | ------------------- | --------------------- | ------------------- | -------------- | ------------------ | ------ |
| 2022. június 1.     | Bognár István    | magyar | középpályás | 31  | MTK Budapest FC     | átigazolás            | 2022. évi nyári     | Nem publikus   | Nem publikus       | [ 12 ] |
| 2022. június 13.    | Borsos Vilmos    | magyar | kapus       | 21  | Dorogi FC           | kölcsön               | 2022. évi nyári     | 2023           | –                  | [ 13 ] |
| 2022. június 24.    | Sinan Medgyes    | magyar | hátvéd      | 29  | MTK Budapest FC     | átigazolás            | 2022. évi nyári     | 2025           | Nem publikus       | [ 14 ] |
| 2022. június 27.    | Pethő Bence      | magyar | csatár      | 23  | Gyirmót FC Győr     | átigazolás            | 2022. évi nyári     | 2025           | ingyen             | [ 15 ] |
| 2022. július 1.     | Kelemen Dávid    | magyar | hátvéd      | 30  | FK Csíkszereda      | átigazolás            | 2022. évi nyári     | Nem publikus   | ingyen             |        |
| 2022. július 2.     | Dezamits Dominik | magyar | hátvéd      | 18  | Mosonmagyaróvári TE | kölcsön               | 2022. évi nyári     | 2023           | –                  | [ 5 ]  |
| 2022. július 9.     | Debreceni Ákos   | magyar | hátvéd      | 19  | BFC Siófok          | kölcsön               | 2022. évi nyári     | 2023           | –                  | [ 16 ] |
| 2022. július 9.     | Nyári Patrik     | magyar | középpályás | 21  | BFC Siófok          | kölcsön               | 2022. évi nyári     | 2023           | –                  | [ 16 ] |
| 2022. július 11.    | Ádám Martin      | magyar | csatár      | 27  | Ulszan Hyundai FC   | átigazolás            | 2022. évi nyári     | Nem publikus   | 1.200.000 €        | [ 17 ] |
| 2022. július 23.    | Bognár Dávid     | magyar | középpályás | 24  | Kozármisleny SE     | átigazolás            | 2022. évi nyári     | 2023           | ingyen             | [ 18 ] |
| 2022. július 30.    | Kesztyűs Barna   | magyar | középpályás | 28  | Pécsi Mecsek FC     | kölcsön               | 2022. évi nyári     | 2023           | –                  | [ 19 ] |
| 2022. augusztus 22. | Kocsis Bence     | magyar | középpályás | 21  | Pécsi Mecsek FC     | kölcsön               | 2022. évi nyári     | 2023           | –                  | [ 20 ] |
| 2022. augusztus 25. | Kovács Nikolasz  | magyar | hátvéd      | 23  | FC Ajka             | kölcsön               | 2022. évi nyári     | 2023           | –                  | [ 21 ] |
| 2023. január 5.     | Rácz Gergő       | magyar | kapus       | 27  | MTK Budapest FC     | kölcsön               | 2023. évi téli      | 2023           | –                  | [ 9 ]  |
| 2023. január 8.     | Volter Patrik    | magyar | középpályás | 20  | BFC Siófok          | kölcsön               | 2023. évi téli      | 2023           | –                  | [ 22 ] |
| 2023. február 17.   | Szabó Bálint     | magyar | középpályás | 22  | Antalyaspor         | kölcsön               | 2023. évi téli      | 2023           | –                  | [ 23 ] |

### Új szerződések
| Dátum            | Név           | Nemzet | Poszt       | Kor | Szerződés hossza | Szerződés vége | Forrás |
| ---------------- | ------------- | ------ | ----------- | --- | ---------------- | -------------- | ------ |
| 2022. június 21. | Nagy Richárd  | magyar | középpályás | 28  | + 2 év           | 2025           | [ 24 ] |
| 2022. július 5.  | Böde Dániel   | magyar | csatár      | 35  | + 1 év           | 2023           | [ 25 ] |
| 2022. július 7.  | Ribár Milán   | magyar | csatár      | 19  | Profi szerződés  | Nem publikus   | [ 26 ] |
| 2022. július 7.  | Volter Patrik | magyar | csatár      | 19  | Profi szerződés  | Nem publikus   | [ 26 ] |

## Játékoskeret
2023. június 9. szerint.
A vastaggal jelzett játékosok felnőtt válogatottsággal rendelkeznek.
A dőlttel jelzett játékosok kölcsönben szerepelnek a klubnál.
*A második csapatban is pályára lépő játékos.
Az érték oszlopban szereplő , , és = jelek azt mutatják, hogy a Transfermarkt legutóbbi adatfrissítése előtti állapothoz képest mennyit  nőtt, csökkent a játékos értéke, vagy ha nem változott, akkor azt az = jel mutatja.
| Mezszám                | Név              | Nemzetiség     | Születési hely    | Születési idő (kor)            | Korábbi csapat           | Érték (€)          | Szerződés lejárta |
| Kapusok                | Kapusok          | Kapusok        | Kapusok           | Kapusok                        | Kapusok                  | Kapusok            | Kapusok           |
| ---------------------- | ---------------- | -------------- | ----------------- | ------------------------------ | ------------------------ | ------------------ | ----------------- |
| 1                      | Nagy Gergely     | magyar         | Abony             | 1994. május 27. (30 éves)      | PAE AÉ Láriszasz 1964    | 300 000 (=)        | 2024.06.30.       |
| 25                     | Simon Barnabás*  | magyar         | Szombathely       | 2004. február 13. (21 éves)    | Szombathelyi Haladás     | 175 000 ( 25 000)  | 2024.06.30.       |
| 33                     | Balázs József*   | magyar         | Karcag            | 2003. december 2. (21 éves)    | MTK Budapest FC          | 75 000 ( 25 000)   | 2023.06.30.       |
| \|Védők                |                  |                |                   |                                |                          |                    |                   |
| 2                      | Kinyik Ákos      | magyar         | Debrecen          | 1993. május 12. (31 éves)      | Debreceni VSC            | 300 000 (=)        | 2024.06.30.       |
| 3                      | Szélpál Norbert  | magyar         | Szeged            | 1996. március 3. (29 éves)     | Békéscsaba 1912 Előre    | 350 000 ( 50 000)  | 2026.06.30.       |
| 5                      | Tamás Olivér     | magyar · ukrán | Aknaszlatina      | 2001. április 14. (23 éves)    | Fehérvár FC              | 175 000 ( 25 000)  | 2025.06.30.       |
| 11                     | Osváth Attila    | magyar         | Veszprém          | 1995. december 10. (29 éves)   | Puskás Akadémia FC       | 325 000 ( 75 000)  | 2024.06.30.       |
| 14                     | Kádár Tamás      | magyar         | Veszprém          | 1990. március 14. (35 éves)    | Újpest FC                | 400 000 (=)        | 2023.06.30.       |
| 20                     | Kovács Nikolasz* | magyar         | Karcag            | 1999. február 27. (26 éves)    | Budapest Honvéd FC       | 150 000 (=)        | 2024.12.31.       |
| 24                     | Lenzsér Bence    | magyar         | Győr              | 1996. április 9. (28 éves)     | Győri ETO FC             | 250 000 ( 50 000)  | 2024.06.30.       |
| 30                     | Szabó János      | magyar         | Szekszárd         | 1989. július 11. (35 éves)     | Utánpótlásból került fel | 250 000 (=)        | 2024.06.30.       |
| 55                     | Debreceni Zalán* | magyar         | Szekszárd         | 2002. július 6. (22 éves)      | Szombathelyi Haladás     | 100 000 (=)        | 2025.06.30.       |
| 77                     | Gévay Zsolt*     | magyar         | Dunaújváros       | 1987. november 19. (37 éves)   | Mezőkövesd Zsóry FC      | 50 000 (=)         | 2023.06.30.       |
| \|Középpályások        |                  |                |                   |                                |                          |                    |                   |
| 8                      | Balogh Balázs    | magyar         | Budapest          | 1990. június 11. (34 éves)     | Puskás Akadémia FC       | 350 000 ( 50 000)  | 2024.06.30.       |
| 9                      | Bőle Lukács      | magyar         | Marcali           | 1990. március 27. (34 éves)    | Budapest Honvéd FC       | 275 000 (=)        | 2024.06.30.       |
| 12                     | Vas Gábor*       | magyar         | Paks              | 2003. augusztus 29. (21 éves)  | Utánpótlásból került fel | 300 000 ( 100 000) | 2023.06.30.       |
| 18                     | Gyurkits Gergő*  | magyar         | Budapest          | 2002. június 5. (22 éves)      | Utánpótlásból került fel | 150 000 (=)        | 2024.06.30.       |
| 21                     | Papp Kristóf     | magyar         | Kerepestarcsa     | 1993. május 14. (31 éves)      | Gyirmót FC Győr          | 400 000 ( 100 000) | 2024.06.30.       |
| 22                     | Windecker József | magyar         | Szeged            | 1992. december 2. (32 éves)    | PAE APÓ Levadiakósz      | 325 000 (=)        | 2024.06.30.       |
| 26                     | Nyári Patrik*    | magyar         | Szombathely       | 2001. április 9. (23 éves)     | Fehérvár FC              | 100 000 (=)        | 2024.06.30.       |
| 27                     | Haris Attila     | magyar         | Szolnok           | 1997. január 23. (28 éves)     | Soroksár SC              | 150 000 ( 50 000)  | 2026.06.30.       |
| 88                     | Nagy Richárd*    | magyar         | Budapest          | 1994. április 8. (30 éves)     | Kaposvári Rákóczi FC     | 225 000 ( 25 000)  | 2025.06.30.       |
| \|Támadók              |                  |                |                   |                                |                          |                    |                   |
| 6                      | Hahn János       | magyar         | Szekszárd         | 1995. március 15. (30 éves)    | FC DAC 1904              | 300 000 ( 100 000) | 2024.06.30.       |
| 7                      | Sajbán Máté      | magyar         | Budapest          | 1995. december 19. (29 éves)   | Mezőkövesd Zsóry FC      | 250 000 (=)        | 2024.06.30.       |
| 10                     | Haraszti Zsolt   | magyar         | Budapest          | 1991. november 4. (33 éves)    | Fehérvár FC              | 200 000 (=)        | 2023.06.30.       |
| 13                     | Böde Dániel*     | magyar         | Szekszárd         | 1986. október 21. (38 éves)    | Ferencvárosi TC          | 50 000 (=)         | 2023.06.30.       |
| 17                     | Skribek Alen     | magyar         | Budapest          | 2001. április 11. (23 éves)    | Puskás Akadémia FC       | 250 000 ( 50 000)  | 2026.06.30.       |
| 23                     | Varga Barnabás   | magyar         | Szombathely       | 1994. október 25. (30 éves)    | Gyirmót FC Győr          | 900 000 ( 150 000) | 2025.06.30.       |
| Kölcsönadott játékosok |                  |                |                   |                                |                          |                    |                   |
| Név                    | Poszt            | Nemzetiség     | Születési hely    | Születési idő (kor)            | Kölcsönben itt           | Érték (€)          | Kölcsön lejárta   |
| Rácz Gergő             | kapus            | magyar         | Budapest          | 1995. november 20. (29 éves)   | MTK Budapest FC          | 275 000 ( 25 000)  | 2023.06.30.       |
| Borsos Vilmos          | kapus            | magyar         | Szigetszentmiklós | 2000. szeptember 21. (24 éves) | Dorogi FC                | 50 000 ( 25 000)   | 2023.06.30.       |
| Debreceni Ákos         | védő             | magyar         | Paks              | 2003. március 24. (21 éves)    | BFC Siófok               | 150 000 ( 25 000)  | 2023.06.30.       |
| Szabó Bálint           | középpályás      | magyar         | Székesfehérvár    | 2001. január 18. (24 éves)     | Antalyaspor              | 325 000 ( 75 000)  | 2023.06.30.       |
| Kocsis Bence           | középpályás      | HUN            | Marosvásárhely    | 2001. április 23. (23 éves)    | Pécsi Mecsek FC          | 275 000 (=)        | 2023.06.30.       |
| Kesztyűs Barna         | középpályás      | magyar         | Pécs              | 1993. szeptember 4. (31 éves)  | Pécsi Mecsek FC          | 200 000 (=)        | 2023.06.30.       |
| Volter Patrik          | középpályás      | magyar         | Szolnok           | 2002. augusztus 13. (22 éves)  | BFC Siófok               | 25 000 (=)         | 2023.06.30.       |

## Mérkőzések

### Felkészülési meccsek

#### Nyári[28]
| 2022. június 22. |

| Ercsi Kinizsi SE | 0-17        | Paksi FC |
| ---------------- | ----------- | --- |
|                  | Jegyzőkönyv | Windecker 11' 13' Böde 20' 30' Haraszti 23' Szabó B. 28' Pethő 36' 40' Zuigéber 46' Sajbán 49' Kosznovszky 66' Pesti 70' 77' Kocsis 71' 79' Volter 83' Gyurkits 88' |

| Ercsi Sportpálya, Ercsi |

| 2022. június 25. 11:00 |

| Paksi FC                      | 3-2               | BFC Siófok              |
| ----------------------------- | ----------------- | ----------------------- |
| Osváth 48' Volter 60' Vas 72' | (0-1) Jegyzőkönyv | Horváth P. 38' Elek 54' |

| Fehérvári úti stadion edzőpálya, Paks |

- Paks: Első félidő: Nagy G., Kovács N., Szélpál, Lenzsér, Szabó J., Papp ( Nagy R. 6'), Windecker, Balogh, Haraszti, Sajbán, Szabó B.   Második félidő: Rácz, Osváth ( Pesti 65'), Szekszárdi, Debreceni Á., Debreceni Z., Vas, Kesztyűs, Gyurkits, Kocsis, Nagy R. ( Nyári 55'), Sajbán ( Volter 55'). Vezetőedző: Waltner Róbert
- Siófok: Első félidő: Kovács D., Lapos, Varjas, Szabó N., Varga, Nyitrai, Szakály, Balogh Be., Girsik, Pataki, Horváth   Második félidő: Hutvágner, Polényi, Szabó T., Woth, Deutsch, Krausz, Medgyesi, György, Elek, Pataki, Balogh. Vezetőedző: Domján Attila

| 2022. június 30. 17:30 |

| FC DAC 1904   | 1-3               | Paksi FC                           |
| ------------- | ----------------- | ---------------------------------- |
| Veselovsky 7' | (1-0) Jegyzőkönyv | Szabó J. 52' Böde 73' Szabó B. 84' |

| MOL Aréna, Dunaszerdahely Nézőszám: 1147 |

- DAC: Veszelinov, Dimun ( Nebyla 64'), Ciganiks ( Andzouana 46'), Brunetti ( Muhamedbegovic 64'), Njie ( Kacer 44'), Veselovsky ( Balogh N. 64'), Kruzliak, Davis ( Nicolaescu 83'), Krstovic ( Andrezinho 73'), Szánthó ( Hahn 64'), Blackman ( Rymarenko 64') Fel nem használt cserék: Trnovsky, Maric-Bjekic, Sharani, Moumou, Horváth. Vezetőedző: Adrian Gula
- Paks: Első félidő: Rácz, Vas, Kinyik, Szekszárdi, Debreceni, Gyurkits, Nagy R., Kesztyűs, Sajbán, Varga, Kocsis.  Második félidő: Nagy G., Kovács, Lenzsér, Szélpál, Szabó J., Papp, Windecker, Balogh, Haraszti, Böde, Szabó B.  Vezetőedző: Waltner Róbert

| 2022. július 6. 18:00 |

| Paksi FC                   | 2-2               | Szeged-Csanád Grosics Akadémia |
| -------------------------- | ----------------- | ------------------------------ |
| Balogh B. 9' Windecker 14' | (2-0) Jegyzőkönyv | Gréczi 51' (11-esből) Daru 78' |

| Fehérvári úti stadion, Paks Nézőszám: 750 |

- Paks: Első félidő: Nagy G., Kovács, Szélpál, Lenzsér, Szabó J., Papp, Windecker, Balogh, Haraszti, Böde, Szabó B.  Második félidő: Rácz, Vas, Kinyik, Szekszárdi, Debreceni Z., Kesztyűs, Gyurkits, Volter, Kocsis, Sajbán, Nagy R.  Vezetőedző: Waltner Róbert
- Szeged: Első félidő: Molnár, Ódor, Temesvári, Könczey, Kővári, Tóth, Simon, Pintér, Gajdos, Papp, Haruna   Második félidő: Takács, Beronja, Vári, Kovács, Bitó, Farkas, Micsinai, Eleven, Gréczi, Dobos, Daru.  Vezetőedző: Alekszander Sztevanovics

| 2022. július 9. 11:00 |

| Paksi FC                     | 3-1               | III. Kerületi TVE |
| ---------------------------- | ----------------- | ----------------- |
| Böde 1' Varga B. 52' Vas 85' | (1-1) Jegyzőkönyv | Tóth L. 4'        |

| Fehérvári úti stadion, Paks Nézőszám: 200 |

- Paks: Első félidő: Nagy G., Kovács, Szélpál, Lenzsér, Szabó J., Papp, Balogh, Windecker, Haraszti, Böde, Nagy R.   Második félidő: Nagy G. ( Simon 55'), Osváth, Kinyik, Szekszárdi, Debreceni Z., Gyurkits, Vas, Bőle ( Kesztyűs 70'), Sajbán, Varga, Szabó B.  Vezetőedző: Waltner Róbert
- III. Kerület: Szmola, Kulcsár, Preklet, Egerszegi, Lapu, Kozics, Vankó, Barczi, Schuszter. Tóth, Kokenszky. Cserék (60. perctől): Kemenes, Szabó L., Erdei, Bekker, Lőrincz, Hajzlinszki, Köböl, Behovits, Földeák, Szalai, Takács.  Vezetőedző: Aczél Zoltán

| 2022. július 11. 17:30 |

| FK Arsenal Tivat     | 2-5               | Paksi FC                                        |
| -------------------- | ----------------- | ----------------------------------------------- |
| Vas 33' Oliveira 63' | (1-4) Jegyzőkönyv | Sajbán 10' 28' Böde 35' Nagy R. 41' Papp K. 75' |

| Štadion Dobrava, Slovenske Konjice |

- Tivat: Kezdők: Hikic, Mrsulja S., Mrsulja V., Mahojlovic, Cavor, Bakic, Muhovic, Dasic, Pepic, Dosljak, Markovic   Cserék: Cetkovic, Mohtehegro, Dragicevic, Tabajica, Oliveira, Bogdan, Stesevic, Radehovic, Todorovic, Vujacic, Bulatovic   Vezetőedző: Radisav Dragicevic
- Paks: Rácz - Osváth, Lorentz ( Kinyik 46'), Szekszárdi, Kesztyűs - Vas, Gyurkits - Nagy R., Kocsis ( Bőle 46'), Sajbán - Böde   Cserék (60. perctől): Simon - Kocsis, Kinyik, Lenzsér, Szabó J. - Haraszti, Balogh, Windecker, Papp, Bőle - Varga    Vezetőedző: Waltner Róbert

| 2022. július 13. 17:00 |

| AC Sparta Praha | 1-1               | Paksi FC |
| --------------- | ----------------- | -------- |
| Kuchta 14'      | (1-0) Jegyzőkönyv | Böde 78' |

| Lillenberg Arena, Wölkermarkt |

- Sparta: Holec, Wiesner ( Vitík 66'), Zelený ( Vindheim 82'), Hancko ( Panák 66'), Højer ( Mejdr 61'), Pešek ( Minčev 74'), Sadílek, Fortelný ( Daněk 74'), Karabec ( Ryneš 83'), Haraslín ( Sáček 74'), Kuchta ( Juliš 74').  Vezetőedző: Brian Priske
- Paks: Nagy G., Osváth, Lenzsér, Kádár (Kinyik 46’), Szabó J., Windecker, Papp, Balogh, Haraszti, Szabó B., Varga.  Cserék (70. perctől): Simon, Kovács, Szekszárdi, Debreceni, Vas, Gyurkits, Kesztyűs, Bőle, Nagy R., Böde.   Vezetőedző: Waltner Róbert

| 2022. július 16. 15:00 |

| SK Sigma Olomouc | 2-3               | Paksi FC                       |
| ---------------- | ----------------- | ------------------------------ |
| Matousek 34' 41' | (2-0) Jegyzőkönyv | Varga B. 57' 67' Kocsis B. 82' |

| Union Sport - Club Blumau, Bad Blumau |

- Olomouc: Digana - Slavicek, Poulolo ( Zmrzly 36'), Veprek, Hadas - Spacil - Matousek, Zlatohlavek, Zorvan, Kostal ( Slama 65') - Zifcak.  Fel nem használt cserék: Trefil, Sip.  Vezetőedző: Vaclav Jilek.
- Paks: Nagy G. - Osváth, Lenzsér, Kádár ( Lorentz 75'), Szabó J., Vas ( Kocsis 46') - Balogh, Papp, Szabó B. - Haraszti, Varga   Cserék: Kocsis, Lorentz, Volter, Pesti.   Vezetőedző: Waltner Róbert

| 2022. július 23. 11:00 |

| Paksi FC                  | 2-1               | HR-Rent Kozármisleny |
| ------------------------- | ----------------- | -------------------- |
| Nagy R. 22'(B) Kocsis 24' | (2-1) Jegyzőkönyv | Bartha 9'            |

| Fehérvári úti stadion - edzőpálya, Paks |

- Paks: Rácz - Osváth, Lorentz, Szekszárdi M., Debreceni Z. ( Gregor Z. 82') - Papp, Volter P., Kocsis, Gyurkits ( Horváth K. 69') - Nagy R., Böde Fel nem használt cserék: Kovács F. Vezetőedző: Waltner Róbert
- Kozármisleny: Varasdi - Horváth, Gál, Turi - Kosznovszky, Tölgyesi, Kulcsár, Bartha - Vogyicska, Hampuk, Kirchner Cserék: Budzsáklia, Gajág, Szabó, Guth, Tóth, Beke, Paska, Vajda, Berdó Vezetőedző: Tóth László

| 2022. július 23. 18:00 |

| Paksi FC              | 2-0               | Pécsi Mecsek FC |
| --------------------- | ----------------- | --------------- |
| Bőle 74' Haraszti 76' | (0-0) Jegyzőkönyv |                 |

| Fehérvári úti stadion, Paks |

- Paks: Nagy G. - Vas ( Heisler 64'), Kinyik, Kádár, Szabó J. - Windecker, Balogh, Bőle - Haraszti, Szabó B., Varga Fel nem használt cserék: Kovács F., Ádám D. Vezetőedző: Waltner Róbert
- Pécs: Helesfay - Mayer ( Svedyuk 79'), Rácz, Katona, Hadaró ( Marques 79') - Terbe, Nikitscher - Grabant ( Kövesdi 80'), Makrai ( Tihanyi 46'), Harsányi - Tóth-Gábor Fel nem használt cserék: Kovács, Takács, Katona Cs., Vas B. Vezetőedző: Weitner Ádám

### OTP Bank Liga
| 2022. július 31. 18:00 |

| Paksi FC                   | 2-0               | MOL Fehérvár FC |
| -------------------------- | ----------------- | --------------- |
| Varga B. 41' Windecker 50' | (1-0) Jegyzőkönyv |                 |

| Fehérvári úti stadion, Paks Nézőszám: 2511 Játékvezető: Bognár Tamás |

- Paks: Nagy G. - Vas ( Osváth 69'), Lenzsér, Kádár, Szabó J. - Windecker ( Gyurkits 86'), Balogh - Bőle ( Nagy R. 69'), Haraszti ( Papp 81'), Szabó B. ( Sajbán 69') - Varga Fel nem használt cserék: Rácz, Kinyik, Gévay, Böde, Kocsis, Szélpál, Debreceni Vezetőedző: Waltner Róbert
- Videoton: Kovács, Fiola, Makarenko ( Bumba 61'), Zivzivadze, Nego, Shabanov, Kodro, Pinto ( Petrjak 61'), Dárdai ( Funsho 74'), Sarafimov, Heister ( Hangya 61') Fel nem használt cserék: Rockov, Pokorný, Stopira, Lüftner, Kojnok Vezetőedző: Michael Boris

| 2022. augusztus 5. 20:00 |

| Vasas SC              | 2-2               | Paksi FC                 |
| --------------------- | ----------------- | ------------------------ |
| Holender 36' Radó 45' | (2-1) Jegyzőkönyv | Szabó B. 8' Haraszti 48' |

| Illovszky Rudolf Stadion, Budapest Nézőszám: 2429 Játékvezető: Pillók Ádám |

- Vasas: Jova - Szivacski, Baráth, Otigba, Iyinbor, Silye - Hidi ( Hidi M. 85'), Berecz, Hinora - Radó ( Feczesin 69'), Holender Fel nem használt cserék: Dombó, Géresi, Márkvárt, Pátkai, Vida, Szilágyi, Cipf, Deutsch, Zimonyi, Szalai Vezetőedző: Kuttor Attila
- Paks: Rácz - Osváth ( Vas 46'), Kádár, Lenzsér, Szabó J. - Windecker, Szabó B., Balogh ( Papp 46') - Bőle ( Sajbán 46'), Varga B. ( Böde 71'), Haraszti Fel nem használt cserék: Simon B., Kinyik, Gévay, Kocsis, Gyurkits, Szélpál, Debreceni, Nagy R. Vezetőedző: Waltner Róbert

| 2022. augusztus 14. |

| Budapest Honvéd FC               | 3-3               | Paksi FC                   |
| -------------------------------- | ----------------- | -------------------------- |
| Lukić 14 (B),20 (B)' Kerezsi 73' | (2-0) Jegyzőkönyv | Varga B. 54, 59, 90+6 (B)' |

| Bozsik Aréna, Budapest Nézőszám: 1500 Játékvezető: Karakó Ferenc |

- Honvéd: Szappanos, Plakushchenko (piros lap, 75'), Zsótér, Ennin ( Traoré 78'), Tamás, Prenga, Lukić ( Kerezsi 67'), Ćirković, Gomis ( Bocskay 60'), Kocsis D. ( Jónsson 67' ( Mitrović 78') Fel nem használt cserék: Klemenz, Doka, Lovrić, Tujvel, Keresztes, Pukhtieiev, Dúzs Vezetőedző: Tam Courts
- Paks: Rácz, Balogh ( Sajbán 46'), Bőle ( Papp 46'), Haraszti ( Böde 80'), Vas ( Osváth 46'), Kádár, Windecker, Varga, Lenzsér, Szabó B. ( Nagy R. 76'), Szabó J. Fel nem használt cserék: Kinyik, Gévay, Gyurkits, Kovács, Simon Vezetőedző: Waltner Róbert

| 2022. augusztus 26. |

| Újpest FC           | 2-3               | Paksi FC                              |
| ------------------- | ----------------- | ------------------------------------- |
| Diaby 66' Gouré 76' | (0-1) Jegyzőkönyv | Windecker 7' Varga B. 51'(B) Papp 56' |

| Szusza Ferenc Stadion, Budapest Nézőszám: 2596 Játékvezető: Káprály Mihály |

- Újpest: Banai, Diaby, Boumal  Bjeloš 62', Ljujić  Csoboth 85', Antonov, Csongvai, Tallo, Katona  Lahne 46', Onovo, Pauljević  Goure 75', Borello  Simon 62' Fel nem használt cserék: Pajović, Kastrati, Mack, Szabó B., Kuusk, Bureković Vezetőedző: Miloš Kruščić
- Paks: Nagy G.  Rácz 46', Sajbán, Haraszti  Gyurkits 62', Vas, Kádár, Papp, Windecker, Varga, Lenzsér, Szabó B.  Bőle 67', Szabó J. Fel nem használt cserék: Gévay, Balogh, Osváth, Böde, Szélpál, Debreceni, Nagy R. Vezetőedző: Waltner Róbert

## Vezetőség és szakmai stáb
2022. június 15. szerint.
| Vezetőség                         | Vezetőség         | Szakmai stáb           | Szakmai stáb         |
| --------------------------------- | ----------------- | ---------------------- | -------------------- |
| Ügyvezető                         | Balog Judit       | Vezetőedző             | Waltner Róbert       |
| Ügyvezető                         | Haraszti Zsolt    | Pályaedző              | Ferenczi István      |
| Szakosztályelnök                  | Bognár Péter      | Pályaedző              | Kiss Tamás           |
| Utánpótlás operatív vezető        | Karszt László     | Rehabilitációs masszőr | Váczi László         |
| Technikai vezető                  | Karszt József     | Masszőr                | Varga László         |
| Stadionbiztonsági projekt felelős | Benedeczki Ferenc | Masszőr                | Bernáth Győző        |
| Kommunikációs vezető              | Méhes Tamás       | Kapusedző              | Csernyánszki Norbert |
| Asszisztens                       | Éger László       | Csapatorvos            | Dr. Kis-Miki András  |
|                                   |                   | Csapatorvos            | Dr. Mohácsi János    |
| Utánpótlás vezető                 | Péter Norbert     |                        |                      |
| Kit menedzser                     | Gróf Edvin        |                        |                      |